# Skarlátbegyű cinegelégykapó
A skarlátbegyű cinegelégykapó  (Petroica multicolor) a madarak osztályának a verébalakúak (Passeriformes) rendjéhez és a  cinegelégykapó-félék (Petroicidae) családjához tartozó faj.

## Rendszerezése
A fajt Johann Friedrich Gmelin német természettudós írta le 1789-ben, a Muscicapa nembe Muscicapa multicolor néven.
1999-ben Schodde & Mason két fajra osztotta, a Petroica multicolor-ra és a Petroica boodang-ra.

## Alfajai
- Petroica multicolor ambrynensis Sharpe, 1900
- Petroica multicolor becki Mayr, 1934
- Petroica multicolor cognata Mayr, 1938
- Petroica multicolor dennisi A. J. Cain & I. C. J. Galbraith, 1955
- Petroica multicolor feminina Mayr, 1934
- Petroica multicolor kleinschmidti Finsch, 1876
- Petroica multicolor kulambangrae Mayr, 1934
- Petroica multicolor multicolor (Gmelin, 1789)
- Petroica multicolor polymorpha Mayr, 1934
- Petroica multicolor pusilla Peale, 1848
- Petroica multicolor septentrionalis Mayr, 1934
- Petroica multicolor similis G. R. Gray, 1860
- Petroica multicolor soror Mayr, 1934
- Petroica multicolor taveunensis Holyoak, 1979[2]

## Előfordulása
Ausztráliához tartozó Norfolk-sziget területén honos. Természetes élőhelyei a szubtrópusi és trópusi esőerdők, valamint ültetvények.

## Megjelenése
Testhossza 14 centiméter, testtömege 13-15 gramm. A hímnek fekete a feje, nyaka, háta, szárnya egy része és a farka, a tojóé barna. Mindkét nem homlokán kis fehér folt van, mellük vörös, a hímé erősebb, hasuk szürkésfehér.

## Életmódja
Rovarokkal és más gerinctelen állatok táplálkozik, melyeket a földön keresgél.

## Szaporodása
Fészekalja 1-4 (átlagban 3) tojásból áll, melyen 14 napig kotlik. A fiókák kirepülési ideje még 17 nap.

## Természetvédelmi helyzete
Az elterjedési területe rendkívül nagyon kicsi, egyedszáma 250-999 példány közötti és csökken. A Természetvédelmi Világszövetség Vörös listáján veszélyeztetett fajként szerepel.